# Larry James
Georg Lawrence "Larry" James, född 6 november 1947 i Mount Pleasant i New York, död 6 november 2008 i Galloway Township i New Jersey, var en amerikansk friidrottare.
James blev olympisk mästare på 4 x 400 meter vid sommarspelen 1968 i Mexico City.